# Paisaje con carro y tren
El cuadro titulado Paisaje de Auvers después de la lluvia o Paisaje con carro y tren es un óleo sobre tela de Vincent van Gogh (1853-1890) realizado en junio de 1890, poco antes de su muerte. Se conserva en el Museo Pushkin de Moscú bajo el n° de inventario 3374. Sus dimensiones son 72 × 90 cm.

## Historia
Este cuadro fue realizado en junio de 1890 después de que el autor abandonó en mayo el asilo de Saint-Rémy-de-Provence. Van Gogh lo pintó la semana después de haber compuesto los retratos del doctor Gachet y poco más de un mes antes de su muerte (el 29 de julio de 1890). El punto de vista desde arriba era una de sus perspectivas favoritas desde sus días dibujando en las dunas de Scheveningen en La Haya con la ayuda de un marco de perspectiva.
Su hermano Théo hereda el cuadro y después de la muerte de éste en 1891, forma parte de la colección de su viuda, Johanna van Gogh (nacida Bonger). Es adquirido por el gran coleccionista moscovita Ivan Morozov cuya colección es nacionalizada en 1918 por los bolcheviques. Es transferida en 1919 al segundo museo de los artes occidentales de Moscú, reunido en 1923 como primer museo de los artes occidentales para formar el nuevo museo del Estado de arte occidental. El cuadro permanece allí hasta 1948, fecha en la cual entra definitivamente en las colecciones del Museo Puskin de Moscú.

## Descripción

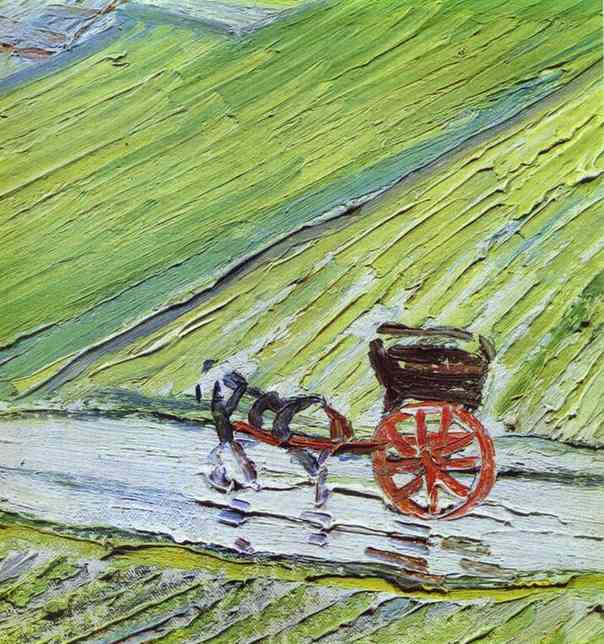
Detalle del carro.

Vincent van Gogh pintó esta tela mientras permanecía en Auvers-sur-Oise pasando los últimos meses de su vida. En medio de la tela (que está dividida por dos líneas horizontalesː la carretera blanca y al fondo el tren con la humeante locomotora a vapor, lanzado a toda velocidad en sentido inverso a la marcha del carro) se encuentra un carro cuya rueda de un rojo anaranjado atrae la atención; podría ser interpretada como un símbolo de la vida, del movimiento y del sol. Los campos forman líneas verticales en tonos pálidos azules y verdes, con reflejos de lluvia. En medio a la derecha se encuentran casas de tejados rojos. Es mediados del mes de junio, las primeras amapolas se adivinan.
Van Gogh describió la obra en una carta a su hermana Wil:

"Últimamente he estado trabajando mucho y rápido; al hacerlo, estoy tratando de expresar el paso desesperadamente rápido de las cosas en la vida moderna.

Ayer, bajo la lluvia, pinté un gran paisaje visto desde una altura en la que hay campos hasta donde alcanza la vista, diferentes tipos de vegetación, un campo verde oscuro de patatas, entre las plantas regulares la tierra exuberante y violeta, un campo de guisantes con flores que blanquean a los lados, un campo de alfalfa de flores rosadas con una pequeña figura de un segador, un campo de hierba larga y madura, de color beige, luego campos de trigo, álamos, una última línea de colinas azules en el horizonte, al fondo del cual pasa un tren, dejando atrás un inmenso rastro de humo blanco en la vegetación. Un camino blanco cruza el lienzo. En el camino, un pequeño carro y casas blancas con techos rojos al lado este del camino. La lluvia fina raya el conjunto con líneas azules y grises."